# Kapell-Linde
Die Kapell-Linde ist eine Linde in Seifersdorf, einem Ortsteil der Stadt Dippoldiswalde in Sachsen. Sie steht an der Bergstraße vor einer Bergkuppe auf städtischen Grund.

## Geschichte
Eine Linde an jenem Standort ist bereits im 18. Jahrhundert belegt. Auf der Karte von Petri 1762 wird sie als Capellen-Linde und 1785 als Capell-Linde auf den Berliner Meilenblättern erwähnt. Auf der Äquidistantenkarte 81 der Section Tharandt aus dem Jahr 1881 ist sie mit dem Namen „Capell Linde“ eingezeichnet. Der 1827 gepflanzte Lindenbaum war bereits 1842 nicht mehr vorhanden. Nachdem eine Neue dort 1843 gepflanzte Linde 1879 morsch zusammengestürzt war, wurde dieser wegen eines Wegebaus 1880 entfernt und der jetzige Baum am 22. März 1881 neu gepflanzt worden.
Die Chronik von Seifersdorf erwähnt, dass im September 1806 zwei preußische Geschütze an der Capell-Linde standen. An ihr vorbei geht der Paulshainer Kirchweg, die heutige Bergstraße, im 18. Jahrhundert auch Kleine Straße von Frauenstein nach Possendorf. Oberhalb der Linde geht ein Zufahrtsweg, der alte Seifersdorfer Viehweg, vorbei. In einem Hausbaubrief von 1842 heißt es: „An der äußersten Stelle wo sonst die sogenannte Kapellenlinde stand und eine Neue Linde angepflanzt ist entfällt somit an Ebert als Areal zum Hause“. Der Sage nach soll sich an dieser Stelle bis zur Reformation eine Kapelle befunden haben. 1840 schreibt Albert Schiffner in seinem Handbuch: „Die übern Dorfe stehende Capell-Linde lässt auf eine besondere ehemalige Wahllfahrtscapelle schließen“.